# Pseudosasa membraniligulata
Pseudosasa membraniligulata är en gräsart som beskrevs av Bao Min Yang. Pseudosasa membraniligulata ingår i släktet splitcanebambusläktet, och familjen gräs. Inga underarter finns listade i Catalogue of Life.